# Maksim Rudnev
Maksim Yuryevich Rudnev (tiếng Nga: Максим Юрьевич Руднев; sinh ngày 20 tháng 4 năm 1997) là một cầu thủ bóng đá người Nga thi đấu cho FC Yenisey Krasnoyarsk.

## Sự nghiệp câu lạc bộ
Anh có màn ra mắt tại Giải bóng đá Quốc gia Nga cho FC Yenisey Krasnoyarsk vào ngày 12 tháng 3 năm 2016 trong trận đấu với FC Baikal Irkutsk.